# Törringe
Törringe är kyrkbyn i Törringe socken i Svedala kommun i Skåne belägen sydost om Oxie och väster om Svedala.
Här ligger Törringe kyrka.